# 塞梅尼夫卡 (巴什坦卡區)
47°16′21″N 32°50′9″E / 47.27250°N 32.83583°E
塞梅尼夫卡是烏克蘭南部的村莊，隸屬尼古拉耶夫州巴什坦卡區的貝雷茲內胡瓦泰市鎮。該村始建於1767年，面積0.31平方公里，海拔高度19米，2001年人口142，人口密度每平方公里456.6人。